# Ржехин, Фёдор Иванович
Фёдор Иванович Ржехин, псевдоним Р.—к (1876, Синенькие, Саратовская губерния — не ранее 1917) — агроном, депутат Государственной думы II созыва от Саратовской губернии.

## Биография
Из крестьян села Синенькие Саратовского уезда Саратовской губернии. Родители его — люди состоятельные, имеющие довольно большое количество земли, заводы. Отец его И. А. Ржехин известен как земский и городской деятель, владел речным судном «Кунгур». Фёдор — выпускник Мариинского земледельческого училища в Николаевском городке. Окончив училище, поступил в Киевский политехникум по сельскохозяйственному отделению, но в 1899 был исключён из него без права поступления в высшие учебные заведения России. После этого Ф. И. Ржехин поселился в Варшаве, но сразу был арестован и, просидев в Варшавской цитадели около 3 месяцев, был сослан на 2 года на Кавказ (по другим сведениям на 3 года). После ссылки поселился в родном селе, но за агитацию среди крестьян был в 1904 году снова арестован и заключён в саратовскую тюрьму на 3 месяца. Служил агрономом в Саратовском земстве. Член редакции журнала «Голос деревни». Состоял членом партии социалистов-революционеров. Земельный надел его площадью 3½ десятины находился в общем владении. В последнее время перед избранием Ржехин занимался литературной деятельностью. Есть указание, что в 1906 году организовал издательство в Саратове, в котором, в частности, была издана книга И. Николаева «Невидимые подати (Общедоступное изложение учения о косвенных налогах)» 40 стр.

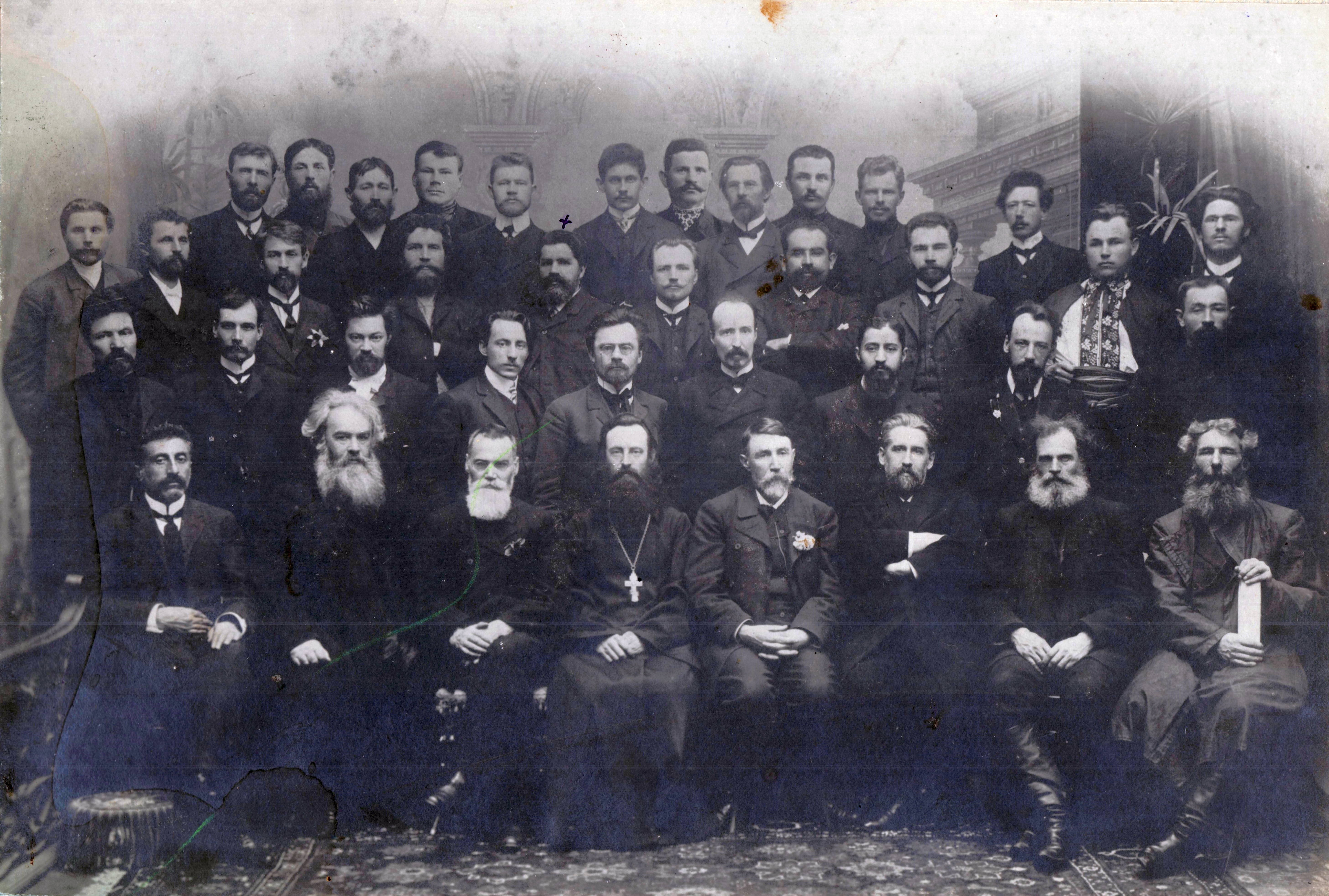
Ф. И. Ржехин (6-й слева, 3-й ряд) в парламентской группе эсеров во II Государственной Думе (1907)

6 февраля 1907 года избран депутатом Государственной думы II созыва от съезда уполномоченных от волостей. Вошёл в состав думской группы социалистов-революционеров и был избран в её временный комитет совместно с В. В. Евреиновым и Н. И. Емельяновым. После того, как в начале марте 1907 в «Уставе» думской группы были установлены отношения думской группы и партии, был избран постоянный комитет группы, куда из временного комитета вошёл только Ржехин. Вместе с ним членами постоянного комитета думской эсеровской группы были Г. А. Горбунов, Н. С. Долгополов, Д. Л. Зимин и В. М. Стрелков.
Состоял думских финансовой и аграрной комиссиях. Участвовал в обсуждении законопроекта «Об отмене военно-полевых судов» и вопроса о привлечении 55 членов Социал-демократической фракции Государственной Думы к уголовной ответственности. Выступая против военно-полевых судов, защищал политический террор, который по его мнению лишь средство, причем прибегает партия к этому средству «в случаях только крайней необходимости». По мнению Ржехина, когда в стране будет завоевана политическая свобода, свобода совести и собраний, на практике реализуется всеобщее избирательное право, и народ сам станет управлять страной, то необходимость в террористических актах отпадет. Он считал, что совершенные в последние время теракты направлены против носителей «произвола и насилия», когда «само правительство становится на путь террора сверху, то ему, конечно, отвечает террор снизу». В апреле 1907 редактор общественно-политической и литературной газеты в Санкт-Петербурге «Народное знамя» (объявленный тираж 10.000, вышел только 1 номер 19 апреля). 13 мая (30 апреля) 1907 года был задержан в Саратове при попытке сделать доклад о деятельности Думы.
12-15 августа 1917 года принял участие в работе Государственного совещания в Москве.
Дальнейшая судьба и дата смерти неизвестны.

### Архивы
- Российский государственный исторический архив. Фонд 1278. Опись 1 (2-й созыв). Дело 363; Дело 567. Лист 3, 4.